# 埔河文庙
埔河文庙，位于中国广东省梅州市丰顺县附城埔河村口，为梅州市丰顺县文物保护单位，类型为古建筑，公布时间为1983年4月。
埔河文庙的历史年代为清代。1983年4月，丰顺县人民政府认定其为丰顺县文物保护单位。